# Europarlamentari dell'Irlanda della VI legislatura
Gli europarlamentari dell'Irlanda della VI legislatura, eletti in occasione delle elezioni europee del 2004, sono stati i seguenti.

## Composizione storica
| Europarlamentare   | Lista             | Gruppo  |
| ------------------ | ----------------- | ------- |
| Liam Aylward       | Fianna Fáil       | UEN     |
| Simon Coveney      | Fine Gael         | PPE-DE  |
| Brian Crowley      | Fianna Fáil       | UEN     |
| Proinsias De Rossa | Partito Laburista | PSE     |
| Avril Doyle        | Fine Gael         | PPE-DE  |
| Marian Harkin      | Indipendente      | ALDE    |
| Jim Higgins        | Fine Gael         | PPE-DE  |
| Mary Lou Mcdonald  | Sinn Féin         | GUE/NGL |
| Mairead McGuinness | Fine Gael         | PPE-DE  |
| Gay Mitchell       | Fine Gael         | PPE-DE  |
| Seán Ó Neachtain   | Fianna Fáil       | UEN     |
| Eoin Ryan          | Fianna Fáil       | UEN     |
| Kathy Sinnott      | Indipendente      | IND/DEM |

## Modifiche intervenute

### Fine Gael
- In data 19.06.2007 a Simon Coveney subentra Colm Burke.